# 新潟情報専門学校
新潟情報専門学校（にいがたじょうほうせんもんがっこう、英略：JOHO）は、新潟県新潟市中央区にある私立専門学校である。姉妹校である北海道情報大学の通信制課程を併設している。他の電子開発学園系列の専門学校と同様、国家資格の基本情報技術者試験（FE）の科目A試験免除制度の認定校となっている。

## 沿革
- 1970年 - 新潟県で最初のコンピュータ教育の専門学校として「新潟電子計算機専門学校」を開校。
- 1983年 - 新潟市中央区弁天2丁目に新校舎落成。
- 1984年 - 上級システムエンジニアの育成を目的に3年課程を新設。 コンピュータを活用した教育システム（PINE-CAI）をスタート。
- 1988年 - 経済産業省の「情報化人材育成連携機関委嘱校」の認定を受ける。
- 1989年 - 姉妹校の北海道情報大学（北海道江別市）が開学。
- 1991年 - 衛星通信教育システム（PINE-NET）による衛星授業をスタート。
- 1994年 - 大学と専門学校の両方の卒業資格が取得できる大学併修科・大学コース（4年課程）を新設。
- 1995年 - 経済産業省の「情報化人材育成学科II類」の認定を受ける。
- 1999年 - 新潟県で唯一、経済産業省の「情報化人材育成学科I類」の認定を受ける。
- 2001年 - 「新潟電子計算機専門学校」から「新潟情報専門学校」に校名を変更。また、海道情報大学が教職課程を設置し、大学併修科でも高等学校教諭一種免許状（情報）の取得が可能になる。
- 2005年 - 「新潟市IT人材ステップアップ特区」の認定を受ける。また、新潟県の情報系専門学校で唯一「高度専門士」を取得できる学科として、大学併修科が文部科学省より認定を受ける。
- 2008年 - 高速専用インターネットを利用した最先端の双方向型遠隔教育システム（PINE-NETⅡ II）によるメディア授業をスタート。
- 2009年 - 大学併修科で高等学校教諭一種免許状（商業）の取得が可能になる。
- 2014年 - 文部科学省の「職業実践専門課程」の認定を受ける。[3]
- 2017年 - 全国の大学・専門学校で初めて、本校の教育内容が「iCD Silver Plus」認証を取得する。
- 2019年 - 全国の大学・専門学校で初めてとなる、「iCD Gold★」認証を取得する。[4]

## 交通・アクセス方法
- 新潟交通・万代1丁目バス停よりすぐ
- 新潟交通・万代シテイバスセンターより約350m（徒歩：約5分）
- JR東日本（上越新幹線・信越本線）新潟駅（万代口）より約500m（徒歩：約10分）

## 関連企業・学校
- eDCグループ
  - 株式会社エスシーシー
    - 宇宙技術開発株式会社
    - 名古屋情報メディア専門学校 (名古屋教育センター)
    - 名古屋医療情報専門学校

  - 株式会社北海道情報技術研究所
  - 学校法人 電子開発学園
    - 北海道情報大学
    - 北海道情報専門学校 (札幌教育センター)

  - 学校法人 電子開発学園九州
    - 大阪情報専門学校 (大阪教育センター)
    - 広島情報専門学校 (広島教育センター)
    - KCS北九州情報専門学校 (北九州教育センター)
    - KCS福岡情報専門学校 (福岡教育センター)
    - KCS大分情報専門学校 (大分教育センター)
    - KCS鹿児島情報専門学校 (鹿児島教育センター)

- 学校法人 伊藤学園 秋田情報ビジネス専門学校 (秋田教育センター)
- 沖縄情報経理専門学校
  - 那覇校 (沖縄教育センター 第1キャンパス)
  - 沖縄校 (沖縄教育センター 第2キャンパス)